# Campeonato Europeo Sub-18 1952
El Campeonato Europeo Sub-18 1952 se jugó en España y contó con la participación de 6 selecciones juveniles de Europa.
El país anfitrión España venció en la final a Bélgica para ser campeón del torneo por primera vez.

## Participantes
| - Austria - Bélgica | - España - Francia | - Inglaterra - Suiza |

## Primera ronda
| Equipo 1 | Resultado | Equipo 2   |
| -------- | --------- | ---------- |
| Suiza    | 0-4       | Inglaterra |
| Austria  | 2-2 (M)   | Francia    |

## Semifinales
| Equipo 1 | Resultado | Equipo 2   |
| -------- | --------- | ---------- |
| España   | 4-1       | Inglaterra |
| Austria  | 2-2 (M)   | Bélgica    |

## Quinto Lugar
| Equipo 1 | Resultado | Equipo 2 |
| -------- | --------- | -------- |
| Suiza    | 4-2       | Francia  |

## Tercer lugar
| Equipo 1 | Resultado | Equipo 2   |
| -------- | --------- | ---------- |
| Austria  | 5-5 (M)   | Inglaterra |

## Final
| Equipo 1 | Resultado | Equipo 2 |
| -------- | --------- | -------- |
| Bélgica  | 2-21      | España   |

1- España ganó el torneo por tener mejor diferencia de goles.

## Campeón
| Eurocopa Sub-18 1952 |
| -------------------- |
| Bandera de España    |
| España 1º Título     |